# Бударин, Лев Иванович
Лев Ива́нович Буда́рин (укр. Лев Іванович Бударін; 12 февраля 1933, Ташкент — 20 августа 1995, Киев) — советский и украинский химик, специалист по физической и аналитической химии. Доктор химических наук (1974), член-корреспондент НАН Украины (1992).
В 1955 году окончил химический факультет Среднеазиатского государственного университета (в Ташкенте, ныне Национальный университет Узбекистана). Работал в Ивановском химико-технологическом институте, затем в Киевском институте физической химии (заведующий лабораторией).
В 1962 году защитил кандидатскую диссертацию, в 1974 — докторскую.
Л. И. Бударин изучал кинетические методы анализа, сконструировал ряд приборов, использующих метод быстрых реакций и технологию остановленной струи, пьезодатчики для определения аммиака и воды. Разработал методики определения молибдена, вольфрама, хрома, ванадия, титана, также занимался исследованиями комплексных соединений платиновых металлов, кальция, магния, лантаноидов. Аналитические методы, предложенные Л. И. Будариным, нашли применение в технологиях проверки герметичности самолётов.
Л. И. Бударин участвовал в организации олимпиад школьников по химии, руководил кружком физической химии в Киевском Дворце пионеров и школьников. Среди его учеников — победители Республиканских, Всесоюзных и Международных олимпиад по химии.

## Награды и премии
- Государственная премия СССР (1983)
- Орден «Знак Почёта» (1986)
- Медаль А. С. Макаренко